# جون بي. بيليتييه
جون بي بيليتير (من مواليد 22 سبتمبر 1884 - 29 نوفمبر 1946) سياسي أمريكي، خدم في جمعية ولاية كاليفورنيا للمنطقة الرابعة والأربعين من عام 1935 إلى عام 1946. ولد في كندا وهاجر إلى الولايات المتحدة عام 1895.